# Nils Busch-Petersen

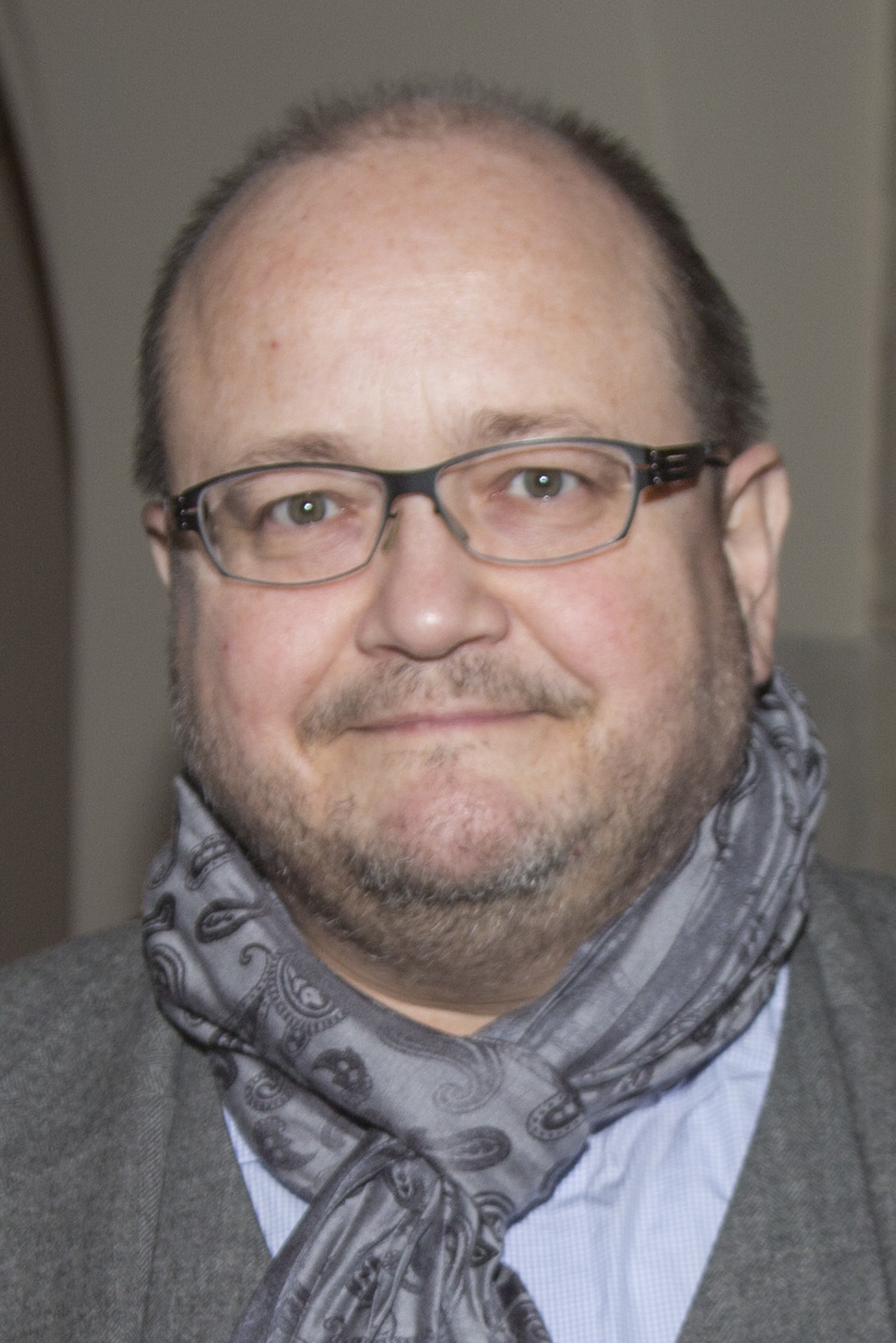
Nils Busch-Petersen, 2018

Nils Busch-Petersen (* 1963 in Rostock-Warnemünde) ist ein deutscher Jurist und Hauptgeschäftsführer des Handelsverbandes Berlin-Brandenburg e. V. 1990 amtierte er für vier Monate als Bürgermeister des Berliner Bezirks Pankow.

## Biografie
Busch-Petersen wuchs als Sohn eines Kinderarztes in Rostock auf. In seiner Jugend betrieb er Ringen im Schwergewicht als Leistungssport. 1975 zog die Familie nach Berlin, da sein Vater zum Chefarzt in einer Berliner Kinderklinik berufen worden war. Er studierte bis 1988 Rechtswissenschaften an der Humboldt-Universität zu Berlin und arbeitete anschließend als Assistent am Lehrstuhl für Diplomaten- und Konsularrecht am Institut für Internationale Beziehungen in Potsdam-Babelsberg. 1989 wurde Busch-Petersen, der auch Mitglied der Sozialistischen Einheitspartei Deutschlands (SED) war, für die DDR-Jugendorganisation FDJ Mitglied der Stadtbezirksversammlung des Ost-Berliner Stadtbezirks Pankow, um „das System von innen heraus zu verändern“.
Anfang 1990, nach dem Mauerfall schlug er der Bezirksverordnetenversammlung das Pankower Modell vor, einen Runden Tisch, der „eine Art zweiter Kammer“ mit Vetorecht war und dem Vertreter aus ehemaligen und neugegründeten gesellschaftlichen Organisationen angehörten. Nachdem der amtierende Bürgermeister seine Wahl nicht durch den Runden Tisch bestätigen lassen wollte, musste er zurücktreten und Busch-Petersen konnte für das Amt gewonnen werden. So übte er von Februar bis Mai 1990 vorübergehend die Amtsgeschäfte des Bezirksbürgermeisters von Berlin-Pankow aus.
Nils Busch-Petersen ist seit Juni 1990 zunächst ehren-, dann hauptamtlich Hauptgeschäftsführer der Einzelhandelsverbände von Berlin. 1995 wurde er zum Hauptgeschäftsführer der Landesarbeitsgemeinschaft der Mittel- und Großbetriebe des Einzelhandels (LAG) und ab 2005 der Hauptgeschäftsführer des Handelsverbandes Berlin-Brandenburg (BAG), der regionalen Interessenvertretung des Einzelhandels.
Im Jahr 2007 gehörte er zu den Gründern des Vereins der Freunde und Förderer des Synagogal Ensemble Berlin. Seit 2008 ist Busch-Petersen Mitglied im Berliner Ratschlag für Demokratie, wo er sich in der Arbeit gegen Rassismus, Antisemitismus und Rechtsradikalismus engagiert. Am 8. November 2009 war er einer der Gründungsmitglieder des Fördervereins Schloss & Garten Schönhausen e. V., der sich für den Erhalt von Schloss Schönhausen in Pankow einsetzt. Seit der Gründung des Louis-Lewandowski-Festivals, einer Konzertreihe für Synagogenmusik mit internationalen Chören, die während der Vorweihnachtszeit in Synagogen, Kirchen und andernorts auftreten, im Jahr 2011 ist Busch-Petersen Direktor dieser Organisation. 2015 wurde er zum Mitglied des Kuratoriums der Gesellschaft für Christlich-Jüdische Zusammenarbeit in Berlin gewählt.
Für den Vorstand des Handelsverbands Berlin-Brandenburg wurde er im Dezember 2022 wiedergewählt und bleibt dessen Vorsitzender. Ihm an die Seite gestellt wurden Wolfgang Kampmeier als Stellvertreter und Phillip Haverkamp.
Busch-Petersen ist mit der Ingenieurin Ulrike Busch-Petersen verheiratet und lebt mit seiner Familie, einer Tochter und einem Sohn, in Berlin-Pankow. Als Schirmherr des Vereins ICKE in Buch e. V. engagiert er sich für chronisch kranke Kinder und deren Eltern. Er veröffentlicht Beiträge zur Geschichte des deutschen Einzelhandels, vor allem zu ihren Unternehmensgründern, und hält darüber Vorträge.

## Auszeichnungen
- 2014: Bundesverdienstkreuz am Bande [11]
- 2016: Obermayer German Jewish History Award [12]
- 2022: Verdienstorden des Landes Brandenburg[13]

## Eigene Publikationen
- Leonhard Tietz (1849–1914): Fuhrmannssohn und Warenhauskönig. Von der Warthe an den Rhein. Hentrich & Hentrich, Berlin 2010, ISBN 978-3-941450-17-2, Inhaltsangabe.
- Einleitung. In: Antonia Meiners: 100 Jahre KaDeWe. Nicolaische Verlagsbuchhandlung, Berlin 2007, Leinen, ISBN 3-89479-386-4, Inhaltsangabe (Memento vom 22. Februar 2012 im Internet Archive), S. 9–23.
- Adolf Jandorf: Vom Volkswarenhaus zum KaDeWe. Hentrich & Hentrich, Berlin 2007, ISBN 978-3-938485-10-1, Inhaltsangabe.
- Oscar Tietz: Von Birnbaum (Provinz Posen) zum Warenhauskönig von Berlin. Hentrich & Hentrich, Berlin 2004, ISBN 978-3-933471-67-3.